# Chaszczak madagaskarski
Chaszczak madagaskarski (Nesillas typica) – gatunek ptaka z rodziny trzciniaków (Acrocephalidae). Występuje na Madagaskarze i Komorach, jego środowiskiem naturalnym są wilgotne lasy równikowe i podrównikowe lasy suche.

## Systematyka
Niegdyś uznawano chaszczaki: madagaskarskiego i piaskowego (N. lantzii) za jeden gatunek, jednak ich zasięgi nakładają się, a mimo tego ptaki obydwu gatunków nie krzyżują się. Za podgatunek chaszczaka madagaskarskiego był także uznawany chaszczak brązowy (N. brevicaudata), ale różnią się od siebie wokalizacją. Obecnie wyróżnia się 4 lub 5 podgatunków N. typica:
- N. typica moheliensis – Mohéli (Komory)
- N. typica obscura – zachodni Madagaskar
- N. typica ellisii – północny i północno-wschodni Madagaskar
- chaszczak madagaskarski[4] (N. typica typica) – wschodni, środkowy i południowy Madagaskar
- chaszczak długosterny[4] (N. typica longicaudata) – Komory – takson o niepewnej pozycji systematycznej, uważany niekiedy za odrębny gatunek[5]

## Morfologia
Długość ciała wynosi około 17–18 cm, masa ciała 17–21 g.

## Ekologia
Na Madagaskarze zamieszkuje m.in. lasy pierwotne, zniszczone lasy, zarośla wtórne i ogrody; okres lęgowy trwa od sierpnia do lutego (ze szczytowym okresem od października do grudnia).

## Status
IUCN uznaje chaszczaka madagaskarskiego za gatunek najmniejszej troski (LC, Least Concern). Trend liczebności populacji uznawany jest za stabilny.